# 659 Нестор
659 Нестор — темний троянець Юпітера з грецького табору, приблизно в 110 кілометрів (68 миль) у діаметрі. Він був відкритий 23 березня 1908 року німецьким астрономом Максом Вольфом в Гайдельберзькій обсерваторії на півдні Німеччини та названий на честь царя Нестора з грецької міфології. Вуглецевий астероїд Юпітера належить до 20 найбільших троян Юпітера та має період обертання 15,98 годин.